# Josip Berkopec
Josip Berkopec (ilegalno ime Mišel), Španski borec, slovenski general, * 25. marec 1911, Rumanja vas, † 31. julij 1997, Ljubljana.

## Življenjepis
Josip Berkopec v nekaterih virih tudi Jože Berkopec, po poklicu čevljar, se je zaposlil v Zagrebu in sodeloval v sindikalnem gibanju. V letih 1937−1939 je bil udeleženec v španski državljanski vojni in bil 1938 sprejet v KPJ. Po končani španski državljanski vojni in pobegu iz francoskega taborišča se je avgusta 1941, ko je vstopil v Sisaški partizanski odred pridružil NOVJ. Kasneje se je vrnil v Slovenijo in se vključil v 2. grupo odredov, bil v Kamniško-savinjskem odredu politični komisar bataljona in nato odreda, v Šlandrovi brigadi namestnik političnega komisarja ter politični komisar brigade in operativni oficir v štabu 4. operativne cone. 
Po vojni je v Beogradu končal šolanje na Višji vojaški akademiji JLA in postal poveljnik tankovske brigade in načelnik štaba Šolskega centra oklepnih enot JLA ter bil v državnem sekretariatu za ljudsko obrambo vodja administrativnega in personalnega oddelka. Za udeležbo v NOV je prejel več odlikovanj.

## Odlikovanja
- partizanska spomenica 1941
- red bratstva in enotnosti
- red zaslug za ljudstvo